# أنطونيو دي غايتانو
أنطونيو دي غايتانو هو منافس ألعاب قوى إيطالي، ولد في 18 مايو 1934 في أنكونا في إيطاليا، وتوفي في 21 أغسطس 2007.

## وصلات خارجية
- أنطونيو دي غايتانو على موقع الاتحاد الدولي لألعاب القوى (الإنجليزية)
- أنطونيو دي غايتانو على موقع اللجنة الأولمبية الدولية (الإنجليزية)
- أنطونيو دي غايتانو على موقع أوليمبيديا (الإنجليزية)